# Ibn Abd-al-Hàkam
Abu-l-Qàssim Abd-ar-Rahman ibn Abd-Al·lah ibn Abd-al-Hàkam (àrab: أبو القاسم عبد الرحمن بن عبد الله بن عبد الحكم, Abū l-Qāsim ʿAbd ar-Raḥmān b. ʿAbd Allāh b. ʿAbd al-Ḥakam), més conegut senzillament com Ibn Abd-al-Hàkam (798/799-871), fou un historiador egipci. Va escriure l'obra Futuh Misr wa-l-Màghrib wa-akhbaru-ha, ‘Les conquestes d'Egipte i del Màgrib i notícies sobre aquestes’.